# Марковцы (субэтническая группа)
Ма́рковцы (анадырщики, анадырцы) — субэтническая группа русских, проживающая в селе Марково и небольших поселениях рядом с ним в Анадырском районе Чукотского автономного округа.
Марковцы представляют собой одну из ряда небольших групп русских, расселившихся в XVI—XVIII веках в заполярных районах Сибири, наряду с затундренными крестьянами Таймыра, русскоустьинцами и походчанами севера Якутии. Их формирование связывается с ассимиляцией русскими оседлых чуванцев среднего течения реки Анадырь. Численность марковцев в конце XIX — первой трети XX века составляла около 400 человек, по данным на 2010 год в селе Марково проживает 740 человек.
В прошлом среди марковцев был распространён особый марковский говор русского языка, характеризующийся влиянием языков северных народов Чукотки. По вероисповеданию марковцы принадлежали к официальному православию.

## Классификация
Согласно классификации русских субэтнических групп, опубликованной в монографии Института этнологии и антропологии РАН «Русские», в которой рассматривается территориальное размещение субэтносов за пределами Европейской части России, марковцы отнесены к группе русских-метисов Якутии, Забайкалья и затундренной зоны, противопоставленной группе русских, не смешавшихся с другими народами и являвшихся потомками старожилов, вышедших из разных областей, в особенности из севернорусских.
Согласно классификации русских субэтнических групп по фактору происхождения, опубликованной в работе «Субэтносы русских: проблемы выделения и классификации» В. С. Бузина и С. Б. Егорова, марковцы принадлежат к так называемым группам смешанного происхождения. Данные субэтносы сформировались в ходе колонизации славянами новых земель, сопровождавшейся тесными контактами с автохтонным (коренным) населением, в том числе и посредством межэтнических браков. В процессе ассимиляции русскими местного населения, либо метисации с ним (часто эти процессы было трудно разграничить), образовывались симбиозные группы, воспринявшие многие черты культуры и антропологические черты местного населения, но сохранившие русское самосознание и русский язык. Главный фактор, по которому марковцы включены в число групп смешанного происхождения, — образование данной группы в результате ассимиляции русскими оседлых чуванцев.

## Этнонимы
В 1920-х годах марковцев считали частью камчадалов. К середине XX века для наименования марковцев использовался специальный термин «местнорусские» (в том числе и в официальных документах), который стали употреблять и сами марковцы наряду с самоназваниями «марковцы», «анадырщики» и «анадырцы». Современная этническая самоидентификация марковцев неустойчива и зависит от определённой ситуации — они могут называть себя как марковцами, так и русскими, чуванцами или камчадалами.

## Этнографические особенности

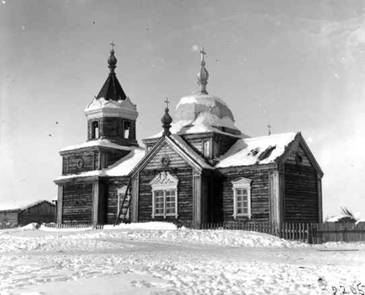
Храм Николая Чудотворца в Марково,
1901 год

Марковцы, оказавшись в особых природных и климатических условиях, переняли от чуванцев большое число черт их традиционного хозяйственного уклада: способы охоты и рыболовства, собаководство и оленеводство, некоторые виды одежды, сохранив при этом русскую основу в фольклоре и православную веру.
Основными занятиями, обусловленными проживанием в заполярной тундре, у марковцев в XIX веке были рыболовство и охота (главным образом на дикого северного оленя), важную роль в их хозяйстве играло разведении ездовых собак, частично — оленеводство. Жили в срубных домах с земляным полом и плоской крышей без потолка с очагом-чувалом. В число хозяйственных построек входили бани. Марковцы носили одежду русского типа. В питании преобладали рыба и оленье мясо с приправами из кореньев, хлеб и пироги являлись частью праздничного стола. Из напитков марковцев известны чай и брага. Русская основа сохранилась у анадырцев в обрядах жизненного цикла и устном народном творчестве (русские былины, песни, сказки). Отчасти был перенят аборигенный фольклор охотничьего цикла.
В настоящее время марковцы занимаются добычей и переработкой рыбы, животноводством и огородничеством.